# یلینگ (دانمارک)
جلینگ (به لاتین: Jelling) یک منطقهٔ مسکونی در دانمارک است که در استان سوددانمارک واقع شده‌است. جلینگ ۳٬۵۲۲ نفر جمعیت دارد و ۱۰۵ متر بالاتر از سطح دریا واقع شده‌است.